# گوندر هاگ
گوندر هاگ (انگلیسی: Gunder Hägg؛ ۳۱ دسامبر ۱۹۱۸ – ۲۷ نوامبر ۲۰۰۴) دونده دو نیمه‌استقامت اهل سوئد بود.